# Take the Heir

Take the Heir est une comédie américaine sortie en 1930, réalisée par Lloyd Ingraham.

## Synopsis
Un maître d'hôtel usurpe l'identité de son patron alcoolique et s'éprend d'une belle jeune-fille.

## Fiche technique
- Titre original : Take the Heir
- Réalisation : Lloyd Ingraham
- Scénario : Beatrice Van
- Directeur de la photographie : Allen G. Siegler
- Pays d'origine :  États-Unis
- Format : Noir et blanc - Film partiellement muet
- Genre : Comédie
- Durée : 120 minutes
- Date de sortie : 15 janvier 1930 (États-Unis)

## Distribution
- Edward Everett Horton : Smithers
- Dorothy Devore : Susan
- Frank Elliott : Lord Tweedham
- Edythe Chapman : Lady Tweedham
- Otis Harlan : John Walker
- Kay Deslys : Muriel Walker
- Margaret Campbell : Mrs. Smythe-Bellingham